# 1927年中共江苏省委旧址

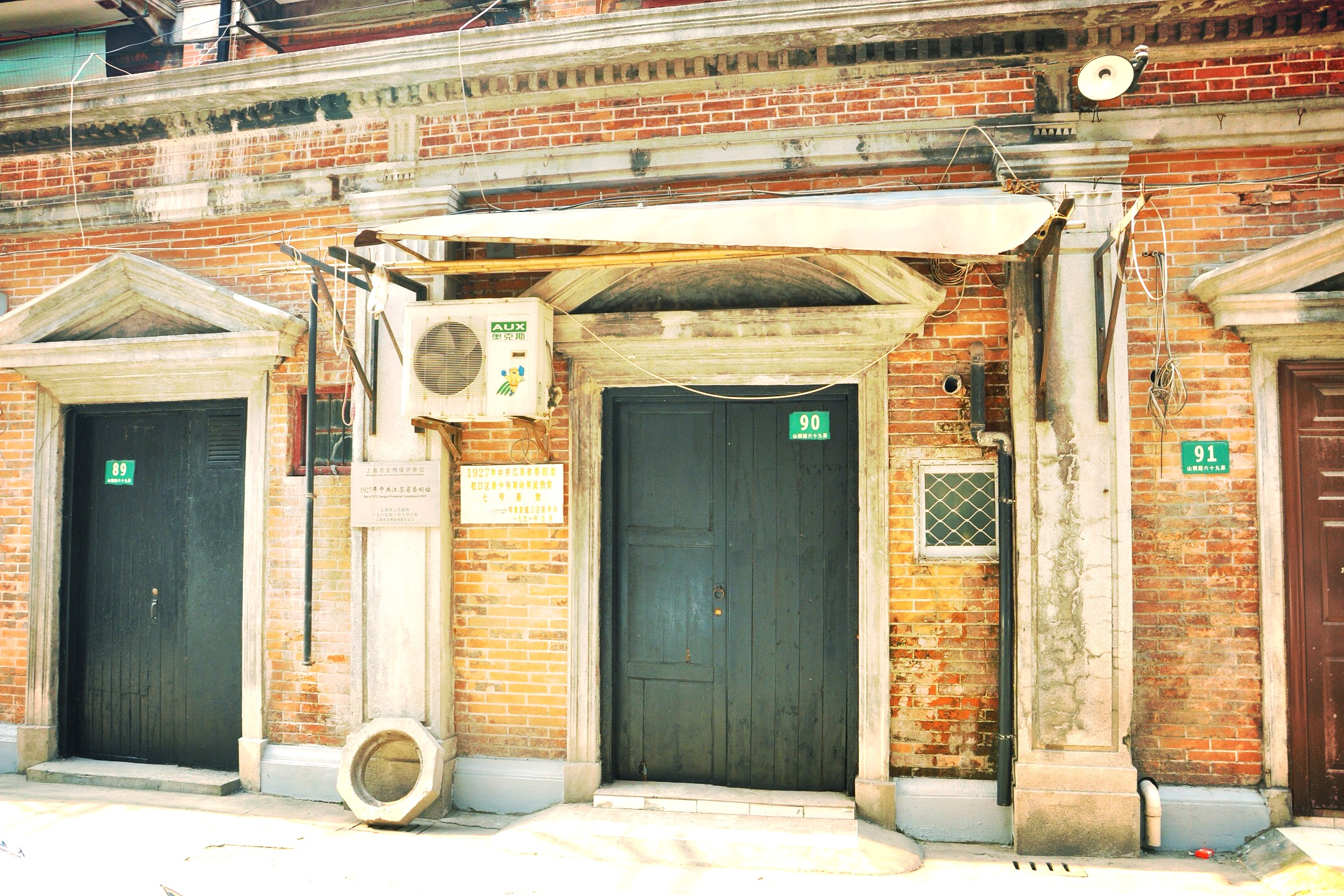

1927年中共江苏省委旧址是中国上海的一处遗址纪念地，位于虹口区四川北路街道山阴路69弄恒丰里90号。
恒丰里是建于1905年的三层石库门住宅，清水红砖外墙。90号建筑面积144平方米。1927年四一二事件后，中共江浙区委和江苏省委先后在此设立机关。6月26日，中共江苏省委在该处开会，任命陈延年为省委书记。同日下午，陈延年在此被捕，不久被杀。
1977年12月7日和1985年1月7日，该处被列为上海市文物保护单位。2005年10月31日，整条恒丰里均被列为上海市优秀历史建筑。